# 21 octobre en sport
21 septembre 21 novembre
Chronologies thématiques
- Croisades
- Ferroviaires
- Disney

Le 21 octobre (294e jour de l'année ou 295e en cas d'année bissextile) en sport.

## Événements

### XIXesiècle
- 1861 :
  - (Baseball) : sous l’égide du quotidien New York Clipper, premier all-star game de baseball entre les meilleurs joueurs de New York et de Brooklyn devant 15 000 spectateurs. Brooklyn s'impose 18-6 et remporte le trophée mis en jeu : une balle d'argent (Silver Ball)[1].

### XXesièclede1901à1950
- 1933 :
  - (Cyclisme) : à Monthléry, A. Blanc-Garin établit un nouveau Record de vitesse à vélo sur le plat derrière abri à 128,205 km/h.

### XXesièclede1951à2000
- 1981 :
  - (Rallye automobile) : arrivée du Rallye de Côte d'Ivoire.
- 1984 :
  - (Formule 1) : Grand Prix automobile du Portugal.
- 1990 :
  - (Formule 1) : Grand Prix automobile du Japon. Pour l'avant-dernier Grand Prix de la saison à Suzuka, Ayrton Senna — qui sait qu'il peut remporter le titre si aucun des deux pilotes ne marquent de point au cours de cette épreuve — percute à pleine vitesse la Ferrari de son rival Alain Prost dès le premier virage. Les deux pilotes se retrouvent hors course. Mais, cette manœuvre dangereuse n'est pas sanctionnée et le pilote brésilien est sacré champion du monde au volant de sa McLaren-Honda.
- 2000 :
  - (Formule 1) : Grand Prix automobile de Malaisie.

### XXIesiècle
- 2007 :
  - (Formule 1) : Kimi Räikkönen remporte le titre de champion du monde, à l'issue du Grand Prix du Brésil

## Naissances

### XIXesiècle
- 1848 : 
  - Julian Sturgis, footballeur américain. († 13 avril 1904).
- 1870 : 
  - Émile Pagie, cycliste sur route français. († 5 septembre 1946).
- 1874 :
  - Richard Benz, pilote de course automobile et industriel allemand. († 19 septembre 1955).
- 1883 : 
  - Ernie Russell, hockeyeur sur glace canadien. († 23 février 1963).

### XXesièclede1901à1950
- 1903 :
  - Mario Mazzacurati, pilote de course automobile italien. († 17 avril 1985).
- 1912 :
  - Alfredo Piàn, pilote de course automobile argentin. († 25 juillet 1990).
- 1927 :
  - Georges Vallerey, nageur français. Médaillé de bronze du 100m dos aux Jeux de Londres 1948. Champion d'Europe de natation du 100m dos 1947. († 4 octobre 1954).
- 1928 :
  - Whitey Ford, joueur de baseball américain.
  - Vern Mikkelsen, basketteur américain.
- 1930 : 
  - Robert Baulon, joueur de rugby français. (18 sélections en équipe de France). († 26 janvier 2011).
  - Alfred De Bruyne, cycliste sur route puis commentateur TV et directeur sportif belge. Vainqueur de Milan-San Remo 1956, des Liège-Bastogne-Liège 1956, 1958 et 1959, du Tour des Flandres 1957, de Paris-Roubaix 1957. († 4 février 1994).
- 1932 : 
  - Pál Csernai, footballeur puis entraîneur hongrois. (2 sélections en équipe nationale). Sélectionneur de l'équipe de Corée du Nord de 1991 à 1993. († 1er septembre 2013).
  - Cesare Perdisa, pilote de course automobile italien. († 10 mai 1998).
- 1933 : 
  - Francisco Gento, footballeur espagnol. Vainqueur des Coupe des clubs champions 1956, 1957, 1958, 1959, 1960 et 1966. (43 sélections en équipe nationale). († 18 janvier 2022).
- 1934 : 
  - Brian Kilrea, hockeyeur sur glace puis entraîneur et directeur sportif canadien.
- 1938 : 
  - Carl Brewer, hockeyeur sur glace puis entraîneur canadien. († 25 août 2001).
- 1939 : 
  - János Varga, lutteur hongrois. († 29 décembre 2022).
- 1942 : 
  - Lou Lamoriello, dirigeant sportif de hockey sur glace américain. PDG des Devils du New Jersey.
- 1949 : 
  - Michel Brière, hockeyeur sur glace canadien. († 13 avril 1971)
  - Mike Keenan, entraîneur de hockeyeur sur glace canadien.

### XXesièclede1951à2000
- 1952 :
  - Trevor Chappell, joueur de cricket puis entraîneur australien. (3 sélections en test cricket).
- 1959 :
  - George Bell, joueur de baseball dominicain.
  - Kevin Sheedy, footballeur irlandais. Vainqueur de la Coupe d'Europe des vainqueurs de coupe 1985. (46 sélections en équipe nationale).
- 1962 :
  - David Campese, joueur de rugby australien. Champion du monde de rugby à XV 1991. (101 sélections en équipe nationale).
- 1965 :
  - Roger-Yves Bost, cavalier de saut d'obstacles français. Champion olympique du saut d'obstacles par équipes aux Jeux de Rio 2016. Champion du monde de saut d'obstacles par équipes 1990 et médaillé d'argent par équipes aux Mondiaux de sauts d'obstacles 1994. Champion d'Europe de sauts d'obstacles en individuel 2013 puis médaillé de bronze par équipes aux CE de sauts d'obstacles 1993.
- 1966 :
  - Jonas Svensson, joueur de tennis suédois.
- 1967 :
  - Paul Ince, footballeur puis entraîneur anglais. Vainqueur de la Coupe d'Europe des vainqueurs de coupe 1991. (53 sélections en équipe nationale).
- 1968 :
  - Laurent Travers, joueur de rugby puis entraîneur français. Vainqueur de la Coupe d'Europe de rugby 1997.
- 1969 :
  - Daniel Goethals, basketteur puis entraîneur belge.
- 1971 :
  - Thomas Ulsrud, 50 ans, curleur norvégien. Médaillé d'argent lors du tournoi olympique des Jeux d'hiver de 2010. Champion du monde en 2014 et vice-champion en 2015. Champion d'Europe en 2010 et en 2011 et vice-champion en 2007, 2008, 2012, 2013, 2014 et 2016. († 24 mai 2022).
- 1976 :
  - Lavinia Milosovici, gymnaste roumaine. Championne olympique du saut de cheval et du sol, médaillée d'argent du concours général par équipe et médaillée de bronze du concours général individuel aux Jeux de Barcelone 1992 puis médaillée de bronze du concours général individuel et du concours par équipe aux Jeux d'Atlanta 1996. Championne du monde de gymnastique du saut de cheval 1991, championne du monde de gymnastique des barres asymétriques 1992, championne du monde de gymnastique de la poutre 1993, championne du monde de gymnastique du concours général par équipes 1994 et 1995. Championne d'Europe de gymnastique par équipes et au saut de cheval 1994, et championne d'Europe de gymnastique par équipes et au sol 1996.
  - Mélanie Turgeon, skieuse alpine canadienne. Championne du monde de ski alpin de la descente 2003.
- 1978 :
  - Fethi Zitouni, footballeur algérien. Vainqueur de la coupe d'Algérie en 2002.
- 1981 :
  - Martin Castrogiovanni, joueur de rugby italien. Vainqueur de la Coupe d'Europe 2014. (105 sélections en équipe nationale).
  - Roman Rusinov, pilote de course automobile d'endurance russe.
  - Nemanja Vidic, footballeur serbe. Vainqueur de la Ligue des champions 2008. (56 sélections en équipe nationale).
- 1982 :
  - Féthi Harek, footballeur algérien.
  - Lee Chong Wei, joueur de badminton malaisien. Médaillé d'argent du simple aux Jeux de Pékin 2008 puis aux Jeux de Londres 2012.
- 1983 :
  - Hrvoje Čustić, footballeur croate. († 3 avril 2008).
  - Zack Greinke, joueur de baseball américain.
  - Oyanaisy Gelis, basketteuse cubaine.
  - Brent Hayden, nageur canadien. Médaillé de bronze du 100m nage libre aux jeux de Londres 2012. Champion du monde de natation du 100m nage libre 2007.
- 1984 :
  - Silvio Heinevetter, handballeur allemand. Médaillé de bronze aux Jeux de Rio 2016. (118 sélections en équipe nationale).
  - Anouk Leblanc-Boucher, patineuse de vitesse canadienne. Médaillée d'argent du relais 3 000m et médaillée de bronze du 500m aux Jeux de Turin 2006.
  - Edemir Rodríguez, footballeur bolivien. (13 sélections en équipe nationale).
- 1985 :
  - Alan MacDonald, joueur international écossais de rugby à XV (4 sélections en équipe nationale).
- 1989 :
  - Festus Ezeli, basketteur nigérian.
- 1990 :
  - Mathieu Peybernes, footballeur français.
  - Ricard Rubio, basketteur espagnol. Médaillé d'argent aux Jeux de Pékin 2008. Champion d'Europe de basket-ball 2009 et 2011. Vainqueur de l'EuroCoupe de basket-ball 2006, de la Coupe ULEB de basket-ball 2008 et de l'Euroligue de basket-ball 2010. (100 sélections en équipe nationale).
- 1991 :
  - Leonor Rodríguez, basketteuse espagnole. Médaillée d'argent aux Jeux de Rio 2016. (82 sélections en équipe nationale).
  - Sébastien Vahaamahina, joueur de rugby français.
- 1992 :
  - Damion Lee, basketteur américain.
  - Bernard Tomic, joueur de tennis australien.
- 1993 :
  - Fabien Doubey, cycliste sur route français.
- 1994 :
  - Robert Taylor, footballeur finlandais.
- 1995 :
  - Hatadou Sako, handballeuse franco-sénégalaise.
- 1996 :
  - Kyle Alexander, basketteur canadien.
- 1997 :
  - Bodian Massa, basketteur français. (1 sélection en équipe de France).
  - Hamza Mendyl, footballeur maroco-ivoirien. (13 sélections avec l'équipe du Maroc).
- 1998 :
  - Kerem Aktürkoğlu, footballeur turc. (1 sélection en équipe nationale).
  - Hjalmar Ekdal, footballeur suédois.

## Décès

### XXesièclede1951à2000
- 1957 :
  - Michális Dórizas, 71 ans, athlète de lancers grec. Médaillé d'argent du javelot style libre aux Jeux de Londres 1908. (° 16 avril 1886).
- 1967 : 
  - Jimmie Foxx, 59 ans, joueur de baseball américain. (° 22 octobre 1907).
- 1968 : 
  - Gertrude Pritzi, 68 ans, pongiste autrichienne. Championne du monde de tennis de table simple dames 1937 et 1938. (° 15 janvier 1920).
- 1971 : 
  - Etienne Gailly, 48 ans, athlète de fond belge. Médaillé de bronze du marathon aux Jeux de Londres 1948. (° 26 novembre 1922).
- 1973 : 
  - Nasif Estéfano, 40 ans, pilote de courses automobile argentin. (° 18 novembre 1932).
  - Henry Stallard, 72 ans, athlète de demi-fond britannique. Médaillé de bronze du 1 500m aux Jeux de Paris 1924. (° 28 avril 1901).
- 1975 : 
  - Charles Reidpath, 86 ans, athlète de sprint américain. Champion olympique du 400 m et du relais 4 × 400 m aux Jeux de Stockholm 1912. (° 20 septembre 1889).
- 1999 : 
  - Paul Vatine, 42 ans, navigateur français. (° 20 juillet 1957).

### XXIesiècle
- 2012 : 
  - Christian Donzé, 51 ans, nageur puis entraîneur et directeur technique nationale français. (° 15 septembre 1961).
- 2017 :
  - Tom van Vollenhoven, 82 ans, joueur de rugby à XIII et XV sud-africain. (° 29 avril 1935).
- 2018 :
  - Ilie Balaci, 62 ans, footballeur roumain. (65 sélections en équipe nationale). (° 13 septembre 1956).